# Авіаносці типу «Жоффр»
Авіаносці типу «Жоффр» (фр. Classe Joffre) (проєкт PA-16) — проєкт авіаносців Франції періоду 1940-х років.
Кораблі серії отримали назви на честь Жозефа Жоффра та Поля Пенлеве.

## Представники
| Назва            | Верф                                     | Закладений                               | Спущений на воду                         | Вступив у стрій                          | Доля                                     |
| ---------------- | ---------------------------------------- | ---------------------------------------- | ---------------------------------------- | ---------------------------------------- | ---------------------------------------- |
| Жоффр Joffre     | AC de St. Nazaire Penhoet, Сен-Назер     | 26 листопада 1938 року                   | будівництво припинене в червні 1940 року | будівництво припинене в червні 1940 року | будівництво припинене в червні 1940 року |
| Пенлеве Painlevé | будівництво скасоване в червні 1940 року | будівництво скасоване в червні 1940 року | будівництво скасоване в червні 1940 року | будівництво скасоване в червні 1940 року | будівництво скасоване в червні 1940 року |

## Конструкція
Провівши тривалі 7-річні дослідження ескізів різних типів авіаносців, французькі конструктори зробили вибір на користь швидкісного авіаносця без броньованої польотної палуби, з чотирма 130-мм гарматами, розташованими спереду та ззаду острівної надбудови. Щоб компенсувати масу надбудови, польотна палуба була зсунута вліво від діаметральної площини корабля.
Ангар авіаносця мав бути двоярусним: верхній — 190×20,7 м, нижній — 79,2×15,2 м. Польотна палуба мала бути обладнана двома літакопідйомниками та 9 аерофінішерами.
Бронювання складалось зі 100-мм поясу, що захищав машинні та котельні відділення. Протиторпедний захист включав поздовжні перебірки товщиною 25-45 мм. Головна палуба мала 37-мм броню, яка досягала 70 мм навколо погребів боєзапасу.

## Історія створення
Авіаносець «Жоффр» був закладений 26 листопада 1938 року на верфі «AC de St. Nazaire Penhoet» у Сен-Назері. Але у червні 1940 року у зв'язку із капітуляцією Франції всі роботи були припинені. Згодом корпус авіаносця був розібраний на метал.
Другий корабель серії «Пенлеве» закладений не був.